# Зворотний бета-розпад
Зворотний бета-розпад, — це ядерна реакція, яка включає розсіювання електронного антинейтрино на протоні, з утворенням позитрона і нейтрона. Цей процес зазвичай використовується для виявлення електронних антинейтрино в нейтринних детекторах, таких як перша спроба виявлення антинейтрино в нейтринному експерименті Ковена–Райнеса або в нейтринних експериментах, таких як KamLAND і Borexino. Це важливий процес для експериментів із нейтрино низької енергії (< 60 МеВ), таких як дослідження осциляцій нейтрино, реакторних нейтрино, стерильних нейтрино та геонейтрино.

## Реакції

### Індуковані антинейтрино
Зворотний бета-розпад протікає як

ν
e + 
p → 
e+
 + 
n,
де електронне антинейтрино (
ν
e) взаємодіє з протоном (
p) з отриманням позитрона (
e+
) і нейтрона (
n). Реакція зворотного бета-розпаду може бути ініційована лише тоді, коли антинейтрино має кінетичну енергію щонайменше 1,806 МеВ (так звана порогова енергія). Ця порогова енергія зумовлена різницею мас між продуктами (
e+
 і 
n) та реагентами (
ν
e і 
p), а також трохи через ефект релятивістської маси на антинейтрино. Більша частина енергії антинейтрино розподіляється на позитрон через його малу масу відносно нейтрона. Позитрон швидко зазнає анігіляції матерії з антиматерією після створення та дає спалах світла з енергією, яка розраховується як
Evis = 511 keV + 511 keV + E
ν
e − 1806 keV = E
ν
e − 784 keV,
де 511 кеВ — енергія спокою електронів і позитронів, Evis — видима енергія реакції, а E
ν
e— кінетична енергія антинейтрино. Після швидкої анігіляції позитрона нейтрон захоплюється елементом детектора, створюючи відкладений спалах 2,22 МеВ, якщо його захоплює протон. Час відкладеного захоплення становить 200—300 мікросекунд після ініціації зворотного бета-розпаду (256 мікросекунд в детекторі Borexino). Часовий і просторовий збіг між швидкою анігіляцією позитронів і відкладеним захопленням нейтронів забезпечує чітку сигнатуру зворотного бета-розпаду у детекторах нейтрино, дозволяючи відрізняти сигнал від фона. Поперечний переріз зворотного бета-розпаду залежить від енергії антинейтрино та елемента захоплення, хоча, як правило, становить близько 10−44 см2 (~аттобарн).

### Індукований нейтрино
Іншим різновидом зворотного бета-розпаду є реакція

ν
e + 
n → 
e−
 + 
p
Експеримент Homestake використовував реакцію
{\displaystyle \mathrm {\nu _{e}+\ ^{37}Cl\longrightarrow \ ^{37}Ar+e^{-}} }
для виявлення сонячних нейтрино.

### Індукований електроном
Під час утворення нейтронних зірок або радіоактивних ізотопів, здатних захоплювати електрони, нейтрони утворюються шляхом захоплення електронів:

p + 
e−
 → 
n + 
ν
e.
Це схоже на обернений бета-розпад, оскільки протон перетворюється на нейтрон, але реакція індукується захопленням електрона замість антинейтрино.